# Helena Rosendahl Bach
Helena Rosendahl Bach (født 12. juni 2000) er en dansk elitesvømmer, der stiller op for Aalborg Svømmeklub.
Hendes første store internationale resultat kom, da hun ved EM 2019 nåede finalen og blev nummer fem i 200 m butterfly.
I april 2021 svømmede hun ved et stævne i Stockholm på 16.26 i 1500 m fri, hvilket var under kvalifikationskravet til det udskudte OL 2020 i Tokyo. Ved legene svømmede hun 1500 m fri og blev her nummer 25, mens hun i 200 m butterfly blev nummer 12.
Hun vandt sølv i VM 2024 i 200 m butterfly og blev efterfølgende udtaget til OL 2024 i Paris. Her stillede hun også op i 100 m butterfly, men nåede ikke semifinalen. Til gengæld kom hun i finalen i 200 m butterfly, hvor hun kom ind på en fjerdeplads.